# Letisko Milana Rastislava Štefánika

i7
i11
i13

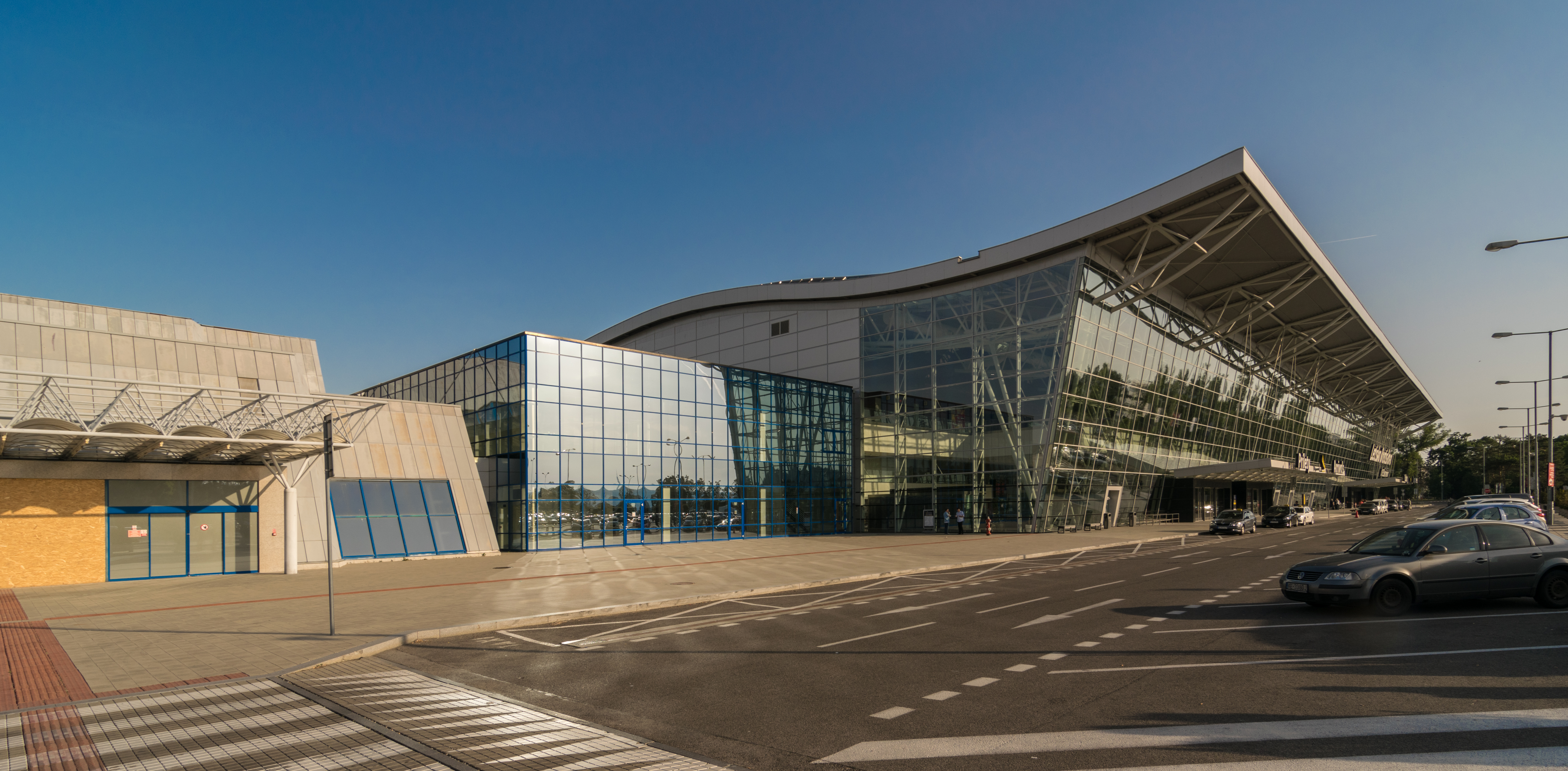
Abfertigungsgebäude

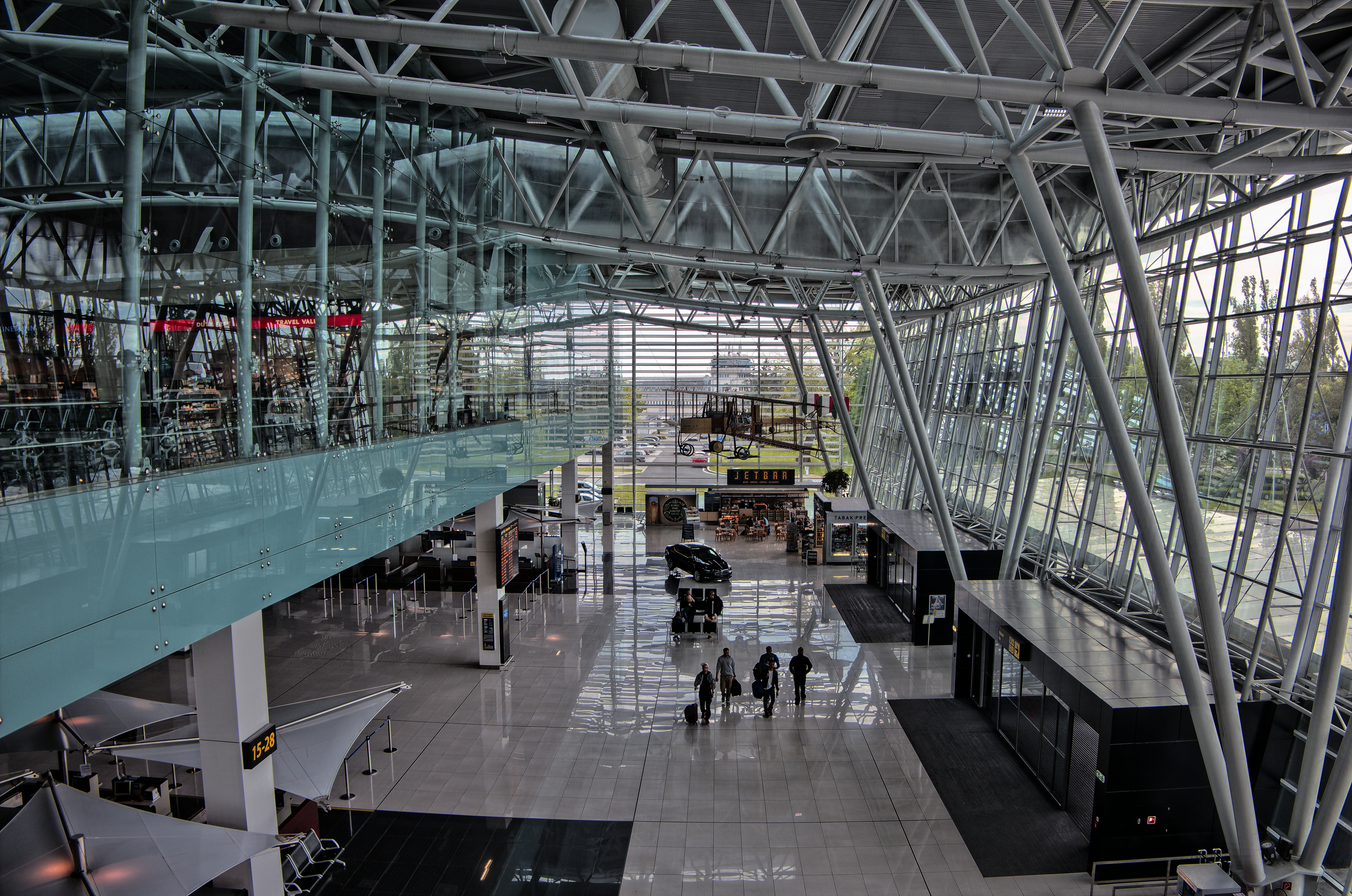
Eingangsbereich

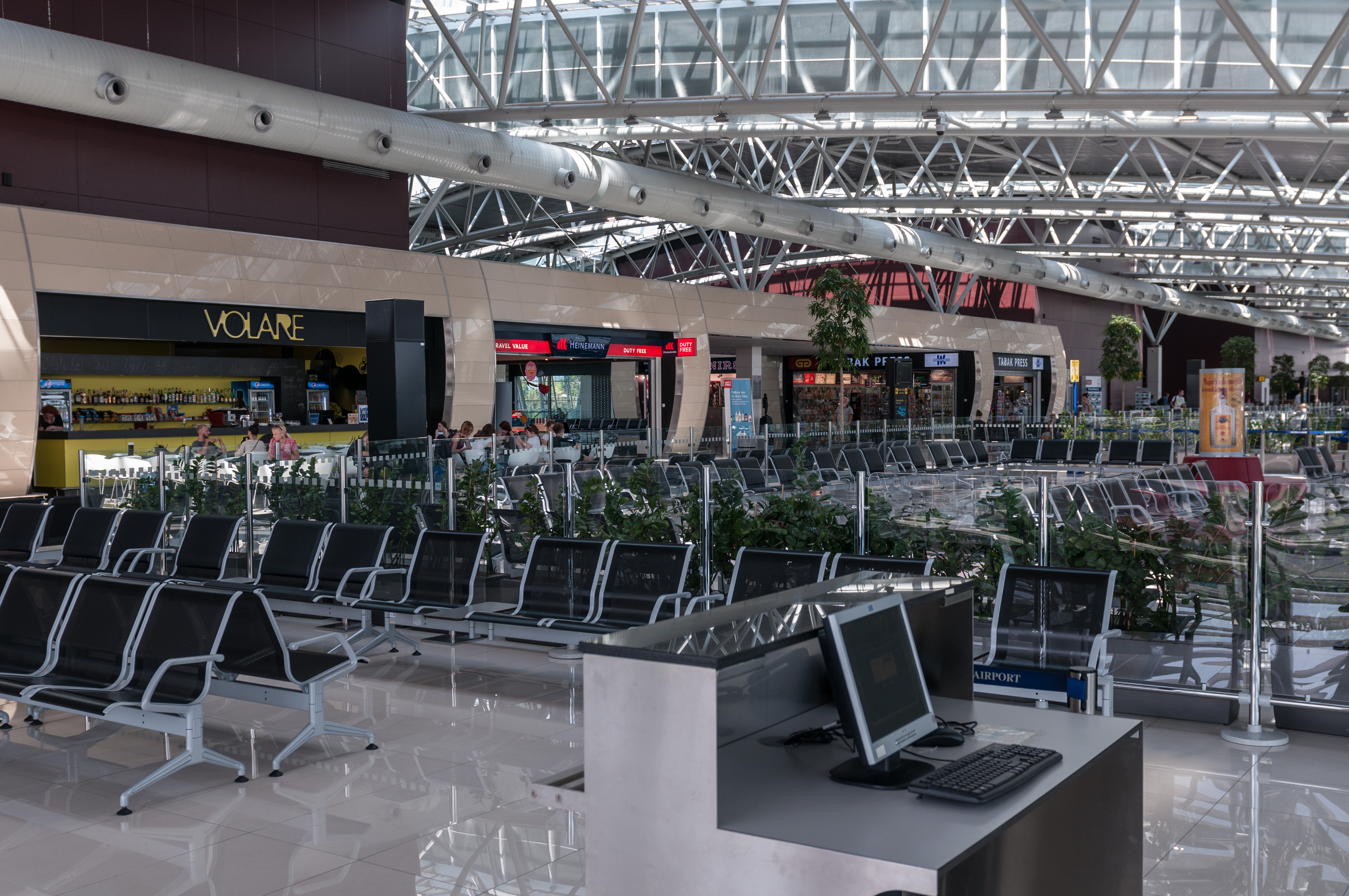
Wartebereich Abflug

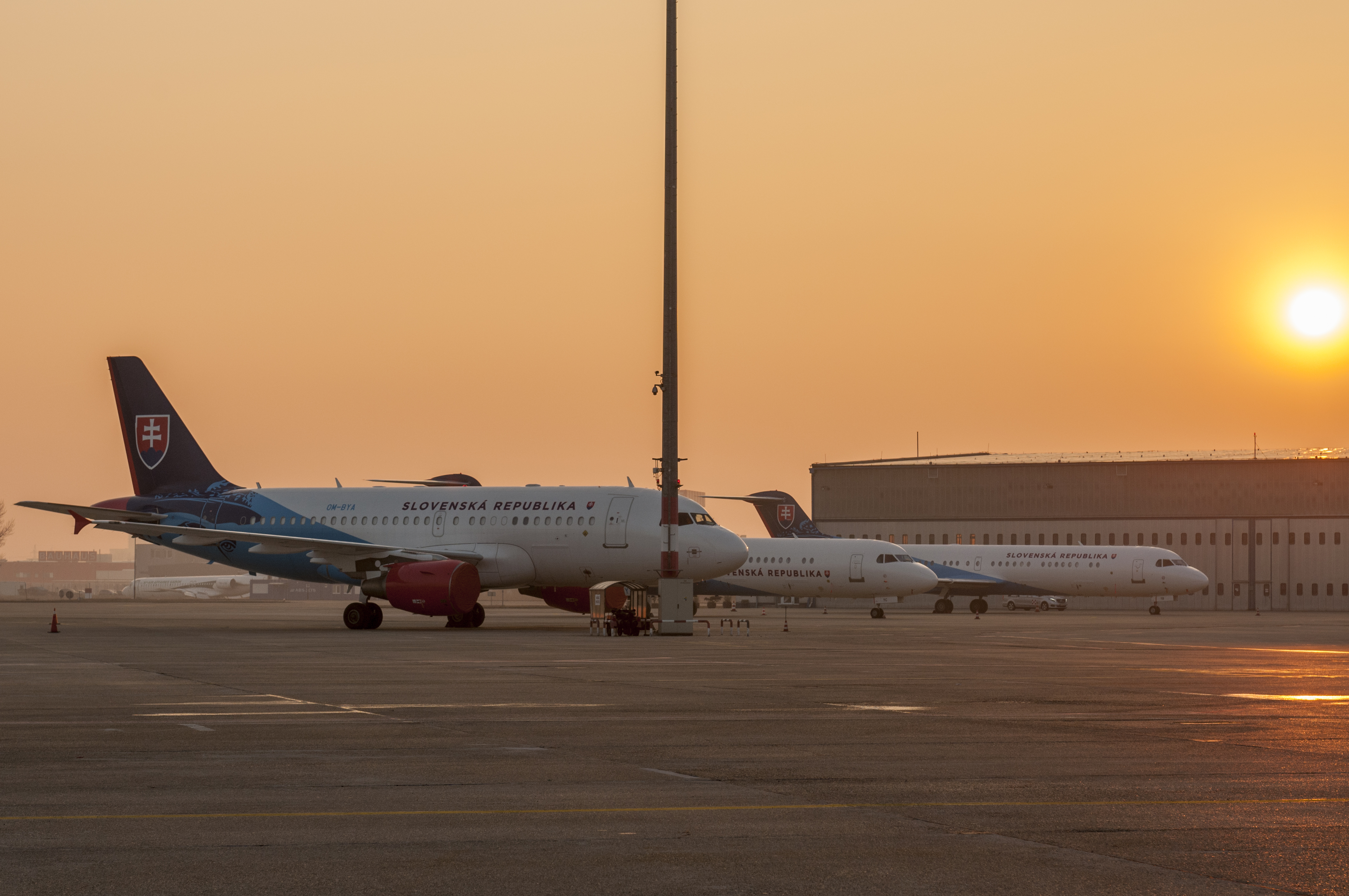
Flugzeuge des slowakischen Innenministeriums

Der Letisko Milana Rastislava Štefánika (IATA: BTS, ICAO: LZIB) oder Letisko Bratislava ist der internationale Verkehrsflughafen der slowakischen Hauptstadt Bratislava. Der größte und wichtigste Flughafen des Landes liegt 9 km nordöstlich des Stadtzentrums im Stadtteil Ružinov und fertigte im Jahr 2024 rund 1,9 Mio. Passagiere ab.

## Lage und Verkehrsverbindung
Der Flughafen befindet sich im Stadtgebiet von Bratislava, an der Autobahn D1, die bis zu dieser Ausfahrt von Bratislava kommend ohne Vignette benutzt werden darf. Der städtische Linienoberleitungsbus Nummer 61 verbindet den Flughafen mit dem Hauptbahnhof/Zentrum von Bratislava, die Fahrt dauert etwa 25 Minuten. Der Flughafen ist 55 km vom Flughafen Wien-Schwechat entfernt und hat sein Einzugsgebiet in den vier Ländern Österreich, Slowakei, Tschechien und Ungarn. Es besteht auch eine direkte Busverbindung zwischen Wien, dem Flughafen Schwechat, dem Busbahnhof Bratislava und dem Flughafen.

## Geschichte
Der Flughafen wurde in den Jahren 1947 bis 1951 erbaut. Vorgänger war der heute geschlossene Flughafen im Stadtteil Vajnory mit dem ersten regelmäßigen Linienflug im Jahre 1923. Der zwischenzeitlich abgerissene und ersetzte Terminalbereich A wurde 1970 gebaut, die beiden Start- und Landebahnen in den 1980er Jahren verlängert.
Im Jahr 1993 wurde der Flughafen nach dem Politiker Milan Rastislav Štefánik benannt, der bei einem Flugzeugabsturz bei Bratislava im Jahr 1919 ums Leben kam. Das Hauptgebäude A wurde in den 1990er Jahren saniert; 1994 erfolgte die Eröffnung des Bereichs B.
Im Februar 2005 landete anlässlich des Gipfeltreffens zwischen George W. Bush und Wladimir Putin die Air Force One auf dem Flughafen Bratislava. Ein Jahr später wurde der Terminalteil C fertiggestellt und eröffnet.
Im Zuge der Privatisierungen von slowakischen Staatsbetrieben wurde auch der Flughafen im August 2005 ausgeschrieben. Zuerst gab es 35 Bewerber, die im Herbst in einem Vorauswahlverfahren auf fünf reduziert wurden. Im Januar 2006 bekam das österreichische Konsortium TwoOne, bestehend aus dem in unmittelbarer Nachbarschaft liegenden österreichischen Flughafen Wien-Schwechat, mit dem schon seit längerem eine Kooperation besteht, Raiffeisen International und der slowakischen Finanzgruppe Penta Investments SR, den Zuschlag und erwarb 66 % Anteil am Flughafen. Nach einem Regierungswechsel im Sommer 2006 hat jedoch die slowakische Wettbewerbsbehörde aufgrund formaler Mängel den Verkauf an dieses Konsortium verboten. Die neue slowakische Regierung hat in diesem Zusammenhang beschlossen, diesen Flughafen nicht zu privatisieren. Jedoch schließen Experten für die Zukunft die Zusammenarbeit der beiden Flughäfen aufgrund der geographischen Nähe nicht aus.
Am 17. Dezember 2008 hat der Bau eines neuen Terminals begonnen. Am 9. Juni 2010 wurde ein Teil des neuen Terminals eröffnet und bis ins Frühjahr 2011 das alte Terminal A abgerissen.
Im Jahr 2011 wurde von der Regierung geplant, über eine Ausschreibung einen strategischen Partner für 30 Jahre zu gewinnen. Zu diesem Zeitpunkt befand der Flughafenbetreiber zu 50,3 % im Besitz des nationalen Immobilienfonds der Slowakei (slowakisch Fond národného majetku Slovenskej republiky) und zu 49,7 % im Besitz des Transportministeriums (slowakisch Slovenská republika v zastúpení Ministerstvom dopravy, výstavby a regionálneho rozvoja Slovenskej republiky).
Im Juli 2012 wurde der letzte Teil des neuen Terminals mit einer Kapazität von 5 Millionen Passagieren eröffnet. Mit einer Investitionssumme von 96 Millionen Euro zählt das neue Terminal zu den größten Infrastrukturinvestitionen der Slowakei. Seit 2014 befindet sich der Flughafenbetreiber vollständig im Besitz des slowakischen Transportministeriums.
Aufgrund der COVID-19-Pandemie war der zivile Flugverkehr in der Slowakei ab dem 13. März 2020 größtenteils verboten. Nach der Aufhebung des Verbots wurde am 16. Juni 2020 wieder ein erster Linienflug durchgeführt.

## Flughafenanlagen

### Start- und Landebahnen
Der Flughafen Bratislava verfügt über zwei sich kreuzende Start- und Landebahnen. Die Start- und Landebahn mit der Kennung 13/31 ist 3190 Meter lang und 45 Meter breit, auf der Bahn 31 können aufgrund einer versetzten Schwelle jedoch nur 2950 Meter genutzt werden. Für den Flughafen ist sie die wichtigste Start- und Landebahn und kann von Großraumflugzeugen bis zur Größe einer Boeing 747 genutzt werden. Die zweite Start- und Landebahn trägt die Kennung 04/22 und ist 2900 Meter lang und 60 Meter breit.

### Terminal
Der Flughafen Bratislava besitzt ein Terminal mit zwei Bereichen und ein General Aviation Terminal. Der im Juli 2012 eröffnete Bereich dient der Abfertigung von Flügen innerhalb des Schengen-Raums, in diesem stehen acht Flugsteige zur Verfügung. Im Bereich B werden an fünf Flugsteigen Flüge aus dem bzw. in den Nicht-Schengen-Raum abgefertigt. Der frühere Bereich C dient seit Juli 2016 als General Aviation Terminal.

## Fluggesellschaften und Ziele
Der Flughafen Bratislava ist der Heimatflughafen der Fluggesellschaften AirExplore, Go2Sky und Travel Service Slovakia. Air Slovakia hatte bis zur Einstellung des Flugbetriebs im Frühjahr 2010 ihren Hauptsitz am Flughafen Bratislava, auch die insolvente Sky Europe betrieb hier eine Basis. Von 2013 bis 2020 war die Frachtfluggesellschaft Air Cargo Global ebenfalls am Flughafen Bratislava ansässig.
Größte Fluggesellschaft vor Ort ist derzeit Ryanair, welche seit März 2015 auch eine Basis am Flughafen Bratislava betreibt.
Im aktuellen Sommerflugplan werden Linienflüge zu Zielen in Afrika, Asien und Europa angeboten. Die meisten Ziele befinden sich dabei in Europa.
Eine Verbindung Wien-Bratislava wurde angekündigt, später jedoch zurückgezogen. Es wäre mit einer Flugzeit von ca. 20 Minuten der kürzeste internationale Flug.

## Verkehrszahlen
| Jahr | Fluggastaufkommen | Luftfracht (Tonnen) | Flugbewegungen |
| ---- | ----------------- | ------------------- | -------------- |
| 2023 | 1.948.008         | 11.136              | 28.098         |
| 2023 | 1.813.660         | 11.082              | 26.386         |
| 2022 | 1.406.284         | 18.042              | 24.283         |
| 2021 | 480.152           | 19.623              | 17.831         |
| 2020 | 405.097           | 24.739              | 13.797         |
| 2019 | 2.290.242         | 20.449              | 28.745         |
| 2018 | 2.292.712         | 24.458              | 30.366         |
| 2017 | 1.942.069         | 26.246              | 27.322         |
| 2016 | 1.756.808         | 22.895              | 25.690         |
| 2015 | 1.564.311         | 21.098              | 24.622         |
| 2014 | 1.355.625         | 19.448              | 21.481         |
| 2013 | 1.373.078         | 21.271              | 22.935         |
| 2012 | 1.416.010         | 22.577              | 23.412         |
| 2011 | 1.585.064         | 20.534              | 25.358         |
| 2010 | 1.665.704         | 17.717              | 27.220         |
| 2009 | 1.710.018         | 11.902              | 29.481         |
| 2008 | 2.218.592         | 6.960               | 34.873         |
| 2007 | 2.024.142         | 1.969               | 31.599         |
| 2006 | 1.937.642         | 5.055               | 31.149         |
| 2005 | 1.326.493         | 3.633               | 30.380         |
| 2004 | 893.614           | 6.972               | 27.133         |
| 2003 | 480.011           | 10.883              | 21.214         |
| 2002 | 368.203           | 4.831               | 17.472         |
| 2001 | 293.326           | 3.171               | 15.853         |
| 2000 | 283.714           | 2.878               | 16.407         |

## Zwischenfälle
- Am 12. Dezember 1954 schlug eine Douglas DC-3/C-47A-10-DK der tschechoslowakischen CSA (Luftfahrzeugkennzeichen OK-WDK) 14,5 Kilometer nordnordöstlich des Flughafens Bratislava in einem Wald auf. Im Anflug waren offensichtlich die Pitotrohre durch Niederschlag blockiert, so dass keine zuverlässige Geschwindigkeits- oder Höhenanzeige mehr erfolgen konnte. Die Staurohrheizung wurde im Wrack ausgeschaltet vorgefunden. Alle 4 Besatzungsmitglieder, die einzigen Insassen auf dem Frachtflug, wurden getötet.[22]

- Am 24. November 1966 wurde eine Iljuschin Il-18V der bulgarischen TABSO (LZ-BEN) nach dem Start 8 Kilometer vom Flughafen Bratislava (Tschechoslowakei) entfernt in das umliegende Gebirge geflogen. Alle 82 Personen an Bord wurden getötet.[23]

- Am 28. Juli 1976 stürzte eine Iljuschin Il-18V der ČSA (Luftfahrzeugkennzeichen OK-NAB) kurz nach dem Durchstarten aufgrund eines Triebwerksausfalls in den nordwestlich des Flughafens gelegenen See Zlaté piesky. Von den sechs Crewmitgliedern und 73 Passagieren überlebten drei Passagiere (siehe  ČSA-Flug 001).[24]